# Білоцерківська сільська територіальна громада
Білоцерківська сільська громада — об'єднана територіальна громада в Україні, у Миргородському районі Полтавської області. Адміністративний центр — село Білоцерківка.
Площа громади — 313,2 км², населення — 5278 мешканців.
Утворена 13 серпня 2015 року шляхом об'єднання Балакліївської, Білоцерківської, Бірківської та Подільської сільських рад Великобагачанського району. У 2020 році межі Білоцерківської сільської громади було розширено шляхом приєднання сіл Рокитянської сільської громади.

## Населені пункти
До складу громади входять 29 сіл: Андрущине, Балаклія, Баланди, Білоцерківка, Бірки, Вишарі, Вишняківка, Герусівка, Говори, Дзюбівщина, Колосівка, Коноплянка, Корнієнки, Кравченки, Красногорівка, Лугове, Морозівщина, Мостовівщина, Огирівка, Писарівщина, Поділ, Попове, Рокита, Сидорівщина, Стінки, Трудолюбиве, Цикали, Шипоші та Шпирни.